# Блекі (Кентуккі)
Блекі (англ. Blackey) — місто (англ. city) в США, в окрузі Летчер штату Кентуккі. Населення — 109 осіб (2020).

## Географія
Блекі розташоване за координатами 37°8′20″ пн. ш. 82°58′51″ зх. д. / 37.13889° пн. ш. 82.98083° зх. д. (37.138887, -82.980790).  За даними Бюро перепису населення США в 2010 році місто мало площу 1,16 км², з яких 1,13 км² — суходіл та 0,03 км² — водойми.

## Демографія
Згідно з переписом 2010 року, у місті мешкало 120 осіб у 54 домогосподарствах у складі 36 родин. Густота населення становила 103 особи/км².  Було 63 помешкання (54/км²).
Расовий склад населення:
| - 100,0 % — білих |

До двох чи більше рас належало 0,0 %. Частка іспаномовних становила 0,0 % від усіх жителів.
За віковим діапазоном населення розподілялося таким чином: 17,5 % — особи молодші 18 років, 68,3 % — особи у віці 18—64 років, 14,2 % — особи у віці 65 років та старші. Медіана віку мешканця становила 47,6 року. На 100 осіб жіночої статі у місті припадало 76,5 чоловіків;  на 100 жінок у віці від 18 років та старших — 73,7 чоловіків також старших 18 років.
Середній дохід на одне домашнє господарство  становив 34 010 доларів США (медіана — 21 382), а середній дохід на одну сім'ю — 44 186 доларів (медіана — 32 500). За межею бідності перебувало 29,4 % осіб, у тому числі 40,7 % дітей у віці до 18 років та 16,0 % осіб у віці 65 років та старших.
Цивільне працевлаштоване населення становило 40 осіб. Основні галузі зайнятості: освіта, охорона здоров'я та соціальна допомога — 32,5 %, роздрібна торгівля — 15,0 %, транспорт — 12,5 %.